# Henrique de Noronha, Comendador-Mor da Ordem de Santiago

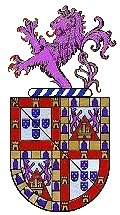
Brasão de Armas da família Noronha.

D. Henrique de Noronha foi Comendador-Mor da Ordem de Santiago e Senhor de toda a casa de seu pai, excepto a de Cadaval, por sua mãe foi padroeiro do Mosteiro do Salvador de Lisboa.

## Relações familiares
filho primogénito de D. Pedro de Noronha (1420 - entre Setembro de 1491 e 14 de Fevereiro de 1492) e de D. Catarina de Távora, filha única de Martim de Távora.
Casou com sua prima D. Guiomar de Castro (1470 -?), filha de D. João de Noronha, “o Dentes”, que serviu na guerra, ao ano de 1460 e foi Capitão e Governador de Ceuta, na ausência de seu irmão depois Marquês de Vila Real. 
Deste casamento nasceu:
1. D. Leão de Noronha (1490 -?) casou com D. Branca de Castro,
2. D. Joana de Noronha,
3. D. Maria de Noronha (1510 -?) casou com Nuno Fernandes Cabral, alcaide-mor de Belmonte.